# Croesus (ópera)
Croesus (título original en alemán Der hochmüthige, gestürzte und wieder erhabene Croesus; en español El orgulloso, caído y de nuevo exaltado Creso) es una ópera (drama musical) en tres actos (descrito como un Singspiel) con música de Reinhard Keiser y libreto en alemán de Lucas von Bostel basado en el dramma per musica anterior de Nicolo Minato Creso (1678), cuya música fue compuesta por el emperador Leopoldo I. 
Croesus se estrenó en el Oper am Gänsemarkt en Hamburgo en 1711 (la fecha exacta se desconoce). Más tarde, el compositor revisó ampliamente la ópera para una nueva versión, que se estrenó en el mismo teatro el 6 de diciembre de 1730. En el proceso, Keiser descartó gran parte del material original, y, a consecuencia de ello, sólo la versión de 1730 ha sobrevivido en forma completa.
Esta ópera rara vez se representa en la actualidad; en las estadísticas de Operabase Archivado el 14 de mayo de 2017 en Wayback Machine. aparece con sólo cuatro representaciones en el período 2005-2010, siendo la más representada de Keiser.